# Manuel González Araco
Manuel González Araco fue un abogado y periodista español del siglo XIX.

## Biografía
Nació en la localidad burgalesa de Briviesca. Abogado y periodista, fue redactor de los periódicos madrileños La Reforma y La República Ibérica (1869-1870), así como director de La España Musical (1886). Fue miembro de la Asociación de Escritores y Artistas, además de autor de diversas obras de carácter político y literario, entre ellas El Teatro Real por dentro; memorias de un empresario (1897) y Castelar, su vida y su muerte (1900), una biografía del político Emilio Castelar. Su hermano, Gorgonio, fue médico.